# Roter Knopf
Pour les articles homonymes, voir Knopf.
Le Roter Knopf est une montagne qui s’élève à 3 281 m d’altitude dans le massif des Hohe Tauern, en Autriche.